# Alick Isaacs
Alick Isaacs FRS (1921 – 1967) va ser un viròleg britànic. Isaacs i Jean Lindenmann, un viròleg suís, són recordats pel descobriment de l'interferó el 1957. Va ser Cap del Laboratory for Research on Interferon, National Institute for Medical Research, 1964–7. Joyce Taylor-Papadimitriou va treballar en aquest laboratori.
Isaacs nasqué a Glasgow esent els seus pares jueus.